# جون كارول (سياسي كندي)
جون كارول هو سياسي كندي، ولد في 13 أكتوبر 1921، وتوفي في 1986. انتخب member of the Legislative Assembly of Manitoba ‏ (16 يونيو 1958 – ) وانتخب عضو المجلس التنفيذي لمانيتوبا ‏.